# Uffe Bech
Uffe Manich Bech est un footballeur international danois, né le 14 juillet 1993 à Copenhague. Il évolue au poste de milieu offensif.

## Palmarès
Vierge

## Statistiques
| Saison    | Club            | Pays         | Championnat         | Coupes nationales | Coupes d'Europe | Danemark |
| --------- | --------------- | ------------ | ------------------- | ----------------- | --------------- | -------- |
| 2010-2011 | Lyngby BK       | SAS Ligaen   | 12 matchs / 1 but   | ?                 | -               | -        |
| 2011-2012 | Lyngby BK       | SAS Ligaen   | 10 matchs           | ?                 | -               | -        |
| 2012-2013 | Lyngby BK       | 1st Division | 17 matchs / 5 buts  | ?                 | -               | -        |
| 2012-2013 | FC Nordsjælland | SAS Ligaen   | 5 matchs / 2 buts   | -                 | -               | 1 match  |
| 2013-2014 | FC Nordsjælland | SAS Ligaen   | 11 matchs / 2 buts  | 1 match           | -               | -        |
| 2014-2015 | FC Nordsjælland | SAS Ligaen   | 27 matchs / 10 buts | -                 | -               | 3 matchs |
| 2015-2016 | Hannover 96     | Bundesliga   | 11 matchs / 1 but   | 1 match           | -               | -        |
| 2016-2017 | Hannover 96     | 2.Bundesliga | 7 matchs / 1 but    | -                 | -               | -        |

Dernière mise à jour le 10/04/2017